# Assevillers
Assevillers (picardisch: Asvilé) ist eine nordfranzösische Gemeinde mit 310 Einwohnern (Stand 1. Januar 2022) im Département Somme in der Region Hauts-de-France. Die Gemeinde gehört zum Kanton Ham und ist Teil der Communauté de communes Terre de Picardie.

## Geographie
Die Gemeinde liegt rund acht Kilometer südwestlich von Péronne und wird in ihrem Ostteil von der Autoroute A1 mit zwei großen Rastanlagen (Aires d‘Assevillers) und der parallel dazu geführten Hochgeschwindigkeitsbahnstrecke des LGV Nord durchschnitten.

## Geschichte
Die Gemeinde erhielt als Auszeichnung das Croix de guerre 1914–1918.

## Einwohner
| 1962 | 1968 | 1975 | 1982 | 1990 | 1999 | 2006 | 2010 |
| ---- | ---- | ---- | ---- | ---- | ---- | ---- | ---- |
| 199  | 203  | 221  | 262  | 256  | 228  | 260  | 287  |

## Verwaltung
Bürgermeister (maire) ist seit 2001 Michel Guilbert.

## Sehenswürdigkeiten
- Der Schleifstein Grès de Saint-Martin Polissoir aus der Jungsteinzeit ist seit 1899 als Monument historique klassifiziert.